# Libythea geoffroy
Libythea geoffroy là một loại bướm ngày sinh sống ở một khu vực của Ấn Độ và Myanmar thuộc nhóm Libytheinae của Họ bướm giáp. 